# Széttörve
A Széttörve (eredeti cím: Split) 2016-os amerikai pszichológiai horrorfilm, amelyet M. Night Shyamalan írt és rendezett. A főbb szerepeket James McAvoy, Anya Taylor-Joy és Betty Buckley alakítják. A történet egy többszörös személyiségzavarban szenvedő férfit követ nyomon, aki elrabol három fiatal lányt, 23 meglévő személyisége mellett pedig egy 24. is kezd alakot ölteni.
A mozifilmet készítő studió a Blumhouse Productions, a forgalmazója az Universal Pictures. A Széttörve a rendező 2000-es filmjének, a A sebezhetetlennek attól független folytatása és az Eastrail 177 trilógiaként is ismert filmsorozat középső darabja. 2019-ben elkészült a történet befejezése is, amely az Üveg címet viseli.
A film forgatása a  Pennsylvania állambéli Philadelphiában, 2015. november 11-én vette kezdetét, és 2016. szeptember 26-án került bemutatásra a Fantastic fest filmfesztiválon. A mozik az Egyesült Államokban 2017. január 20-án, Magyarországon egy nappal korábban ,szinkronizálva, január 19-én vetítették, az UIP-Dunafilm forgalmazásában.
A film zömében pozitív értékeléseket kapott a kritikusoktól: a véleményeket számláló weboldalon, a Rotten Tomatoes 77%-os minősítést ért el, a Metacriticen pedig 62%-ot kapott. A kritikusok üdvözölték Shyamalan rendezői visszatérését, míg egyesek bírálták a filmet az abban megjelenő mentális betegségek megjelenítése okán.
Bevételi szempontból a film remekül teljesített: a 9 millió dolláros költségvetéssel szemben több, mint 276,9 millió dolláros bevétellel zárt.

## Cselekmény
|  | Alább a cselekmény részletei következnek! |

Casey Cooke (Anya Taylor-Joy) érzelmileg visszahúzódó tinédzser, akit gyerekkorában molesztált John nevű nagybátyja, aki az apja halála után a lány hivatalos gyámja is lett. Osztálytársaival, Claire-rel és Marciával egy partiról mennének haza, amikor mindhármójukat elrabolja egy disszociatív identitászavarban szenvedő férfi, Kevin Wendell Crumb (James McAvoy). Dr. Karen Fletcher pszichológus diagnosztizálja Kevin állapotát és rájön, hogy többszörös személyiség alakult ki benne, a saját anyja kezei által elszenvedett visszaélései miatt. Miközben Kevin megjelenése stabilnak tűnik, Dr. Fletcher 23 különálló személyiséget azonosít benne; az elméjében ezek a személyiségek egy szobában ülnek egy széken, és várják a „fényt” (a Kevin teste feletti irányítói szerepet), az uralkodó személyisége, „Barry” irányítása alatt. A nő azt is megállapította, hogy Kevin fizikai felépítése megváltozik, mikor új személyiség jön a fénybe. A közelmúltban, „Barry” nem volt hajlandó engedelmeskedni „Dennis” vagy „Patrícia” tendenciájának, részben Dennis hajlamai miatt, amelyek a kiskorú lányokat és Patrícia nemkívánatos vonásait gátolják, valamint mert mindketten imádják, a még nem látott 24. személyiséget, a „Szörnyeteget”. Függetlenül attól, hogy melyik személyiség irányítja Kevint, Dr. Fletcher felhívja telefonon a teljes nevének elmondása miatt.
Kevin a lányokat bezárja egy rejtett szobába munkahelye, az állatkerti gépház alagsorában. A tinédzserek hamar rájönnek disszociatív rendellenességére, ezt Claire megpróbálja kihasználni, hogy elmenekülhessenek, de „Dennis” elkapja és elkülöníti a többiektől. Több napig tartja bezárva őket, eközben Dr. Fletcherrel találkozgat. Az egyik találkozó során, Dr. Fletcher ismerteti, hogy „Dennis” látszólag átvette „Barry” domináns személyiségét, bár Barryvel szeretne kapcsolatba lépni. Emlékezteti egy nem rég történt incidensre, amelyet Barry mondott neki egy hónappal ezelőtt; két tizenéves lány odament hozzá, és a kezeit a melleikre helyezték, amelyet végül „Dennis”-nek váltotta ki érzelmileg. Dr. Fletcher kezdi gyanítani, hogy Kevin, mint „Dennis”, felelős a három eltűnt tinédzserért.
Ez idő alatt, Marcia megpróbál megszökni, de „Patrícia” elkapja és elkülöníti őt. Casey barátkozni kezd „Hedwig”-gel, Kevin egy fiatal kilencéves gyermekszemélyiségével; Később kiderül, hogy „Hedwig” a fény teljes ellenőrzése alatt áll, amelyet „Dennis” és „Patrícia” irányítása biztosít. „Hedwig” elvezeti Casey-t a hálószobájába, hogy megmutassa neki a létező menekülési útvonalat az ablakán keresztül, de kiderül, hogy csak a falára van rajzolva az ablak. A lány elveszi „Hedwig” walkie-talkie-ját és segítséget hív róla, de a walkie másik végén lévő személy nem hisz neki, azt gondolva, hogy valaki csak viccet játszik. Mielőtt meggyőzné a személyt az igaza állításáról, „Patricia” átveszi Kevin testét, és elkapja Casey-t.
Dr. Fletcher felbukkan Kevin otthonába, és kideríti, hogy a „Szörnyeteg” valóságos, akivel már találkozott. Gyanakszik „Dennis”-szel kapcsolatosan, ezért Dr. Fletcher elkéredzkedik a fürdőszobába, hogy titokban körülnézhessen az otthonában, ahol Claire szobájára rátalál, de mielőtt bármit is tenne, „Dennis” elkapja és Aeroszollal elkábítja, külön szobába elzárja. Míg a „Szörnyeteg” személyiség átveszi első ízben Kevin emberfeletti képességeit, Claire és Marcia próbálnak kiszabadulni szobáikból. Dr. Fletcher visszanyeri tudatát elég időre ahhoz, hogy Kevin teljes nevét leírja egy papírra, de a „Szörnyeteg” visszatér és megöli őt. Casey kiszabadul a szobájából, hogy megkeresse az öreg hölgyet, de a „Szörnyeteg” közben megtámadja Marciát és felfalja, amit rémülten végig néz Claire, majd végül vele is ugyanezt teszi.
Casey rátalál Dr. Fletcher testére és a jegyzetpapírra. „A Szörnyeteg” közeledik hozzá, de megemlíti Kevin teljes nevét, és előhozza őt. A helyzet tanulsága és felismerése alapján, két éve nem irányította a testét, ezért Kevint arra utasítja Casey-t, hogy ölje meg egy puskával. E megállapodás következtében mind a 24 személy elkezd harcolni a „fényért”, de röviddel ezután a „Szörnyeteg” személyisége újra előjön. Casey elmenekül a kabinból egy földalatti alagútba, és kétszer rá lő, de a töltényeknek nincs hatásuk rá. „A Szörnyeteg” elkezdi szétfeszíteni a cella rácsait, amelybe Casey bezárta magát tőle, ám a vállára és az alsó törzsére tekintve, számos régi, elhalványult sebet észlel, amik közül sok vágás önmegcsonkításnak bizonyul. Ezután elkezd örülni, hogy ő „tiszta”. Végül azt a következtetést vonták le, hogy a problémás emberek kivételesek, így „A szörnyeteg” megkíméli Casey életét és távozik. Kevin egyik munkatársa megmenti őt, és megtudja, hogy a Philadelphiai Állatkert alatt tartózkodik, ahol Kevin dolgozott és élt. Az egyik rendőrtiszt megkérdezi Casey-t, hogy készen áll-e hazatérni a nagybátyához. Elbizonytalanodva válaszol. „Dennis”, „Patricia” és „Hedwig” egy másik búvóhelyén, kollektív irányítást gyakorolnak Kevin testére, és megcsodálják a „Szörnyeteg” hihetetlen nagy erejét, valamint a világ megváltoztatására irányuló terveiket.
A film zárójelenetében, az étkezde látható, ahol a vendégek hallgatják Kevin bűneinek médiatájékoztatását, ami az úgynevezett „Horda” elnevezést kapta. Az egyik vendég megjegyzi, hogy Kevin hasonlít arra a veszélyes terrorista emberre, akit 15 évvel korábban tartóztattak le és mostanra már kerekesszékhez van kötve. A mellette ülő férfiról kiderül, hogy David Dunn (Bruce Willis), aki emlékezteti a kérdezőt, hogy a terrorista neve: „Mr. Üveg”.
|  | Itt a vége a cselekmény részletezésének! |

## Szereplők
| Színész             | Szerep              | Magyar hang      | Leírás |
| ------------------- | ------------------- | ---------------- | --- |
| James McAvoy        | Kevin Wendell Crumb | Hevér Gábor      | Disszociatív identitászavarban szenvedő férfi, aki 23 különböző személyiséggel rendelkezik (összefoglaló nevén a „Horda”), mindegyiknek valami különös vagy veszélyes tulajdonsága, a 24. és egyben végső személyisége, „A Szörnyeteg”. Kevin testkémiája minden egyes személyiségével változik. |
| Anya Taylor-Joy     | Casey Cooke         | Csuha Borbála    | Traumás múlttal rendelkező, önkárosításra hajlamos fiatal lány, akit Kevin egyik személyisége, „Dennis” elrabolt, hogy feláldozza őt a Szörnyetegnek. Izzie Coffey játssza az ötéves Casey-t a filmben.                                                                                          |
| Betty Buckley       | Dr. Karen Fletcher  | Szabó Éva        | Pszichológus, igyekszik segíteni Kevinnek. Felismeri, hogy személyiségváltozásai szélsőséges esetekben komoly élettani változásokat idéznek elő. |
| Jessica Sula        | Marcia              | Lamboni Anna     | Casey osztálytársa és Claire barátnője, akit „Dennis” elrabolt, hogy szintén feláldozza a Szörnyetegnek. |
| Haley Lu Richardson | Claire Benoit       | Czető Zsanett    | Casey osztálytársa és Marcia barátnője, akit „Dennis” elrabolt, hogy feláldozza őt is a Szörnyetegnek. |
| Brad William Henke  | John Cooke          | Schneider Zoltán | Casey nagybátyja. |
| Sebastian Arcelus   | Mr. Cooke           | Rajkai Zoltán    | Casey apja. |
| Neal Huff           | Mr. Benoit          | Seder Gábor      | Claire apja. |
| M. Night Shyamalan  | Jai                 | Sánta László     | Biztonsági őr Dr. Fletcher lakóházában. |
| Bruce Willis        | David Dunn          | Dörner György    | Pasas a bárban (cameoszerep). |